# Dahlica (Dahlica) ochrostigma
Dahlica (Dahlica) ochrostigma is een vlinder uit de familie zakjesdragers (Psychidae). De wetenschappelijke naam van de soort werd voor het eerst geldig gepubliceerd in 2018 door Roh en Byun.
De soort komt voor in Korea.